# Szalkai Lajos
Szalkai Lajos, névváltozat: Szalkay, született Propper (Ópályi, 1862. március 18. – Budapest, Erzsébetváros, 1930. június 21.) színész, színigazgató.

## Életútja
Propper Ferenc földbérlő és Berger Mária fia. 1883. június 16-án Kolozsvárott lépett a színi pályára mint kardalos. 1884 márciusában Tóth Béla, 1886-ban Nagy Vince, majd Zoltán Gyula, 1889-ben Somogyi Károly, 1890-ben Völgyi György és Somogyi, 1891-ben Völgyi Ödön és ifj. Károlyi Lajos voltak az igazgatói. 1894-től ő is színigazgató lett. 
1894–95-ben Veszprémben, 1895–96-ban Szatmáron, 1897–98-ban Kassán és Eperjesen, 1898–1900 között Székesfehérvárott, 1900–01-ben ismét Szatmáron, 1901–1903-ban Miskolcon működött. 1903. április 12-én a fővárosban megnyitotta az Új Színházat. 1905–06-ban a békéscsabai színházat vezette. 1905. október 29-én Szarajevóban hirdette a magyar színművészetet, majd 1906. június 12-én bevonult Eszékre is. 1906-tól 1915-ig a székesfehérvári társulatot igazgatta. 
1907-ben Pápán, Szombathelyen, Székesfehérváron játszottak, ahol 1908. december 10-én az Ideges nőkben megülte működése negyedszázados évfordulóját. 1914-ben Újpesten, 1915-ben Losoncon is tartottak előadást. 1919. január 9-én nyugdíjba ment.
A Kozma utcai izraelita temetőben nyugszik.

## Családja
Felesége, Kövesi Róza, színésznő (Kövessy Albert nővére) 1863-ban, Nyíregyházán született. Színpadra először 1878-ban, Szalontán, Szegedi Mihálynál lépett. 1910. december 27-én vonult nyugalomba. 1898. december 29-én kötött házasságot Szalkaival Székesfehérvárott. Leányuk, Szalkai Sári színésznőként 1913. február végén lépett színpadra Székesfehérvárott, Murai Károly Huszárszerelem című egyfelvonásos vígjátékában, Hüppig Sárika szerepében.

## Filmszerepei
- Maki állást talál (1916, rövid)
- A szerencse fia (1916) – Szűcs, könyvkiadó
- A háromfejű ember (1916, szkeccs)
- Lotti ezredesei (1916) – nadrágkirály
- Harrison és Barrison (1917)
- A piros bugyelláris (1917)
- Jobbra én, balra te (1917) – Bollmann
- Tatárjárás (1917) – Lohonyay tábornok
- A drótostót (1918)
- Harrison és Barrison II. (1918)
- Luxemburg grófja (1918) – Pelegrin jegyző
- Az iglói diákok (1918) – Odrobina Janó, a kocsmáros
- Leányvásár (1918) – Harrison, börzekirály
- A dada (1919) – Frigyes úr
- Pax Vobiscum (1920)
- Szép Ilonka (1920) – Peterdy szolgája
- Viola, az alföldi haramia (1920)
- Ha megfujják a trombitát (1921) – Brobolya Gyúró
- Drakula halála (1921)
- Pesti csibészek Párizsban (1924) – Szepi, öreg csibész
- Béke galambjai (1924, szkeccs) – öreg Brobolya
- Szulamit (1924, szkeccs) – Mr. Rodi (színpadi részben)

## Producer
- Béke galambjai (1924, szkeccs)